# Fresh Sound Records
Fresh Sound Records is een Spaans platenlabel, dat zich richt op het heruitbrengen van Amerikaanse jazz-muziek. Het werd in 1983 opgericht door Jordi Pujol en sindsdien kwam het met talloze niet meer leverbare platen van klassieke jazzlabels als RCA Victor, Columbia, Pacific Jazz, Blue Note, Roulette en Bethlehem (platenlabel). Enkele namen van musici die op Fresh Sound uitkwamen: Chet Baker, June Christy, Buck Clayton, Miles Davis, Coleman Hawkins, Charlie Parker en Art Pepper. Fresh Sound heeft ook in Spanje opgenomen sessies uitgebracht, waaronder sessies van Don Byas en George Johnson (1947-1949) en Frank Wess. Sinds de jaren negentig krijgen ook jonge musici er een kans, zoals Brad Mehldau, Chris Cheek en Dave Liebman en Spaanse jazz-musici.